# 貢扎加-尼維爾的卡洛
貢扎加-尼維爾的卡洛（義大利語：Carlo di Gonzaga-Nevers，1609年10月22日—1631年8月30日），曼切華公爵卡洛一世·貢扎加與凱瑟琳·德·馬耶耶的兒子，貢扎加家族成員。

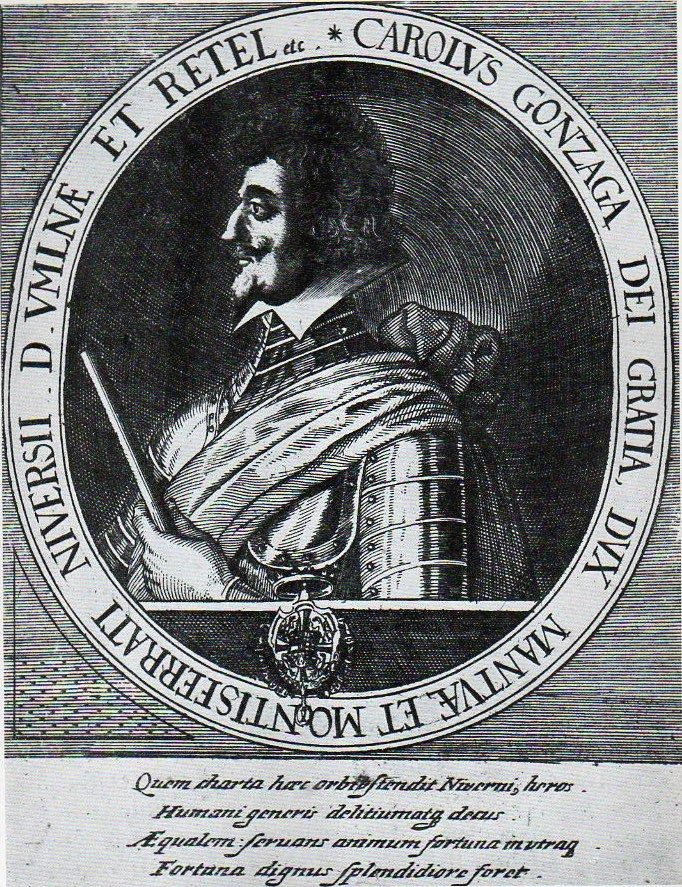

## 家庭
1627年，卡洛與前曼切華公爵法蘭西斯科四世的女兒瑪麗亞結婚，兩人共有1子1女：
1. 卡洛二世（1629年—1665年），曼切華公爵
2. 艾蕾諾拉（1630年—1686年），神聖羅馬皇后